# Juan Manuel Corchado
Juan Manuel Corchado Rodríguez (Salamanca, 15 de mayo de 1971) es un catedrático de la Universidad de Salamanca especializado en inteligencia artificial y ciberseguridad, rector de esta universidad desde mayo de 2024.

## Trayectoria académica
Corchado es licenciado en ciencias, en particular en Ingeniería Informática por la Universidad de West Scotland (Glasgow, Reino Unido) desde 1995 (título homologado en España en 1996).Es catedrático desde el 18 de noviembre de 2010. Es también el director del grupo de investigación BISITE (Bioinformática, Sistemas Inteligentes y Tecnologías de la Educación)[cita requerida] y ha sido decano de la Facultad de Ciencias de la Universidad de Salamanca, y Vicerrector de Investigación y Transferencia de la misma universidad. Es autor de más de 500 artículos científicos según Scopus, y según su Curriculum vitae Normalizado (2018) tiene más de 17000 citas, con unas 1000 citas anuales entre 2013 y 2018.[cita requerida]
En 2024, tras la dimisión por motivos personales del rector Ricardo Rivero (electo por 2.ª vez en 2022), Corchado fue elegido nuevo Rector de la Universidad de Salamanca, sin ningún candidato en contra y con un 46% de votos en contra por parte del profesorado permanente. La posible candidata a rectora Susana Pérez Santos renunció a presentarse a las elecciones por dudas sobre el proceso y por la celeridad de los plazos.

## Controversia por presunto fraude académico
A pesar de ser uno de los científicos más citados del mundo en su ámbito, según han denunciado diversas publicaciones, Juan Manuel Corchado ha inflado, presuntamente, sus cifras con perfiles falsos, exigiendo a sus trabajadores que lo citen, -acusaciones exploradas por un informe del Comité Español de Ética de la Investigación, organismo dentro del Ministerio de Ciencia, Innovación y Universidades, publicado en junio de 2024-.
Este presunto caso de fraude académico se ha vuelto relevante a nivel nacional e internacional, con declaraciones y actuaciones por parte de la Agencia Estatal de Investigación, la Confederación de Sociedades Científicas de España o la Conferencia de Rectores de las Universidades Españolas.
En junio de 2024, el Comité Español de Ética de la Investigación instó a la Universidad de Salamanca a investigar a su rector,reivindicación refrendada por un grupo de 150 profesores y catedráticos de la propia universidad, que pidieron la creación de un grupo de investigación externo, independiente y plural. En julio de 2024, el consejo de gobierno de la Universidad de Salamanca nombraba al catedrático Salvador Rus Rufino como coordinador de la investigación.
En abril de 2025, el Juzgado de Instrucción número 3 de Salamanca decretaba el sobreseimiento de la denuncia realizada por Corchado contra el profesor de la Universidad de Salamanca Rodrigo Santamaría, a quien se identificó como primer editor de la biografía del rector publicada en Wikipedia, en los que se exponen sus supuestos fraudes académicos.
La jueza titular del Juzgado archivó el caso tras constatar que en el artículo de  Wikipedia no existían elementos constitutivos de delito alguno. Según Santamaría, el objetivo de la denuncia era «asustar» a quienes se atrevieron a pedir en público la dimisión del rector.